# Olympische Sommerspiele 1952/Teilnehmer (Libanon)
| Gelbes Symbol für Goldmedaillen mit stilisierten Olympischen Ringen | Graues Symbol für Silbermedaillen mit stilisierten Olympischen Ringen | Braundes Symbol für Bronzemedaillen mit stilisierten Olympischen Ringen |
| ------------------------------------------------------------------- | --------------------------------------------------------------------- | ----------------------------------------------------------------------- |
| —                                                                   | 1                                                                     | 1                                                                       |

Der Libanon nahm an den Olympischen Sommerspielen 1952 in der finnischen Hauptstadt Helsinki mit neun männlichen Sportlern an acht Wettbewerben in vier Sportarten teil.
Nach 1948 war es die zweite Teilnahme eines libanesischen Teams an Olympischen Sommerspielen.

## Medaillengewinner
Mit je einer gewonnenen Silber- und Bronzemedaille belegte das libanesische Team Platz 32 im Medaillenspiegel.

### Silber
| Name           | Sportart                    | Wettkampf     |
| -------------- | --------------------------- | ------------- |
| Zakaria Chihab | Griechisch-römisches Ringen | Bantamgewicht |

### Bronze
| Name        | Sportart                    | Wettkampf     |
| ----------- | --------------------------- | ------------- |
| Khalil Taha | Griechisch-römisches Ringen | Weltergewicht |

## Teilnehmer nach Sportarten

### Boxen
Halbweltergewicht (bis 63,5 kg)
- Sarkis Moussa
Runde 1: ausgeschieden gegen Juan Curet aus Puerto Rico

### Gewichtheben
Mittelgewicht (bis 75 kg)
- Moustafa Laham
Finale: 370 kg, Rang 5
Militärpresse: 115 kg, Rang 3
Reißen: 112,5 kg, Rang 4
Stoßen: 142,5 kg, Rang 6

### Ringen
Griechisch Römisch
Bantamgewicht (bis 57 kg)
- Zakaria Chihab
Finale: Rang 2 
1. Runde: 3:0-Sieg gegen Ion Popescu aus Rumänien
2. Runde: 2:1-Sieg gegen Maurice Fauré aus Frankreich
3. Rundei: 3:0-Sieg gegen Arvo Kyllönen aus Finnland
4. Runde: kampflos gewonnen
5. Runde: 1:2-Niederlage gegen Imre Hódos aus Ungarn
6. Runde: 2:1-Sieg gegen Artjom Terjan aus der Sowjetunion

Federgewicht (bis 62 kg)
- Safi Taha
Finale: Rang 7
1. Runde: kampflos gewonnen
2. Runde: gegen Marco Antonio Girón aus Guatemala gewonnen
3. Runde: 0:3-Niederlage gegen Yakiv Punkin aus der Sowjetunion

Weltergewicht (bis 73 kg)
- Khalil Taha
Finale: Rang 3  
1. Runde: 3:0-Sieg gegen Henri Freylinger aus Luxemburg
2. Runde: gegen René Chesneau aus Frankreich durchgesetzt
3. Runde: 3:0-Sieg gegen Gottfried Anglberger aus Österreich
4. Runde: gegen Miklós Szilvási aus Ungarn verloren
5. Runde: 0:3-Niederlage gegen Gösta Andersson aus Schweden
6. Runde: kampflos gewonnen

Halbschwergewicht (bis 87 kg)
- Michel Skaff
Finale: Rang 6
1. Runde: 2:1-Sieg gegen Ovidiu Forai aus Rumänien
2. Runde: gegen Gyula Kovács aus Ungarn verloren
3. Runde: gegen Karl-Erik Nilsson aus Schweden verloren

### Schießen
Kleinkaliber liegend
- Abdullah Jaroudi, Sr.
Finale: 384 Ringe, Rang 50
1. Runde: 96 Ringe, Rang 48
2. Runde: 96 Ringe, Rang 49
3. Runde: 96 Ringe, Rang 51
4. Runde: 96 Ringe, Rang 49

Freie Scheibenpistole
- Khalil Hilmi
Finale, 489 Ringe, Rang 46
1. Runde: 82 Ringe, Rang 42
2. Runde: 80 Ringe, Rang 45
3. Runde: 78 Ringe, Rang 48
4. Runde: 84 Ringe, Rang 34
5. Runde: 87 Ringe, Rang 29
6. Runde: 78 Ringe, Rang 47

- Abdel Sattar Tarabulsi
Finale, 517 Ringe, Rang 29
1. Runde: 87 Ringe, Rang 22
2. Runde: 83 Ringe, Rang 33
3. Runde: 86 Ringe, Rang 29
4. Runde: 87 Ringe, Rang 21
5. Runde: 84 Ringe, Rang 36
6. Runde: 90 Ringe, Rang 15